# Едріенн Барбо
Едріенн Барбо (англ. Adrienne Barbeau; 11 червня 1945) — американська акторка.

## Біографія
Едріенн Барбо народилася 11 червня 1945 року в Сакраменто, Каліфорнія. Її мати була вірменського походження, а батько мав франко-канадське, ірландське і німецьке коріння. Навчалася в школу Del Mar High School в Сан-Хосе, потім у коледжі Foothill College в Лос-Алтос-Гілс.

## Кар'єра
З 1964 по 1967 рік працювала танцівницею в нічному клубі в Нью-Йорку. У 1968 році отримала роль в бродвейському мюзиклі «Скрипаль на даху». У 1972 році, за роль у мюзиклі «Бріолін», була номінована на премію «Тоні». З 1972 до 1978 рік Барбо виконувала роль дочки героїні Беатріс Артур в комедійному серіалі «Мод», за яку вона була номінована на «Золотий глобус» у 1977 році. Після успіху серіалу Барбо почали називати секс-символом, а її кар'єра в кіно пішла в гору. Знялася в декількох успішних фантастичних фільмах, таких як «Туман» (1980), «Втеча з Нью-Йорка» (1981), «Калейдоскоп жахів» (1982), «Болотяна істота» (1982) і «Два злісних погляди» (1990). Також знялася в декількох комедіях: «Перегони «Гарматне ядро»» (1981), «Знову в школу» (1986) і «Жінки-канібали в смертельних джунглях авокадо» (1989).
У 1990-х роках Барбо в основному з'являлася в телефільмах і серіалах, а також зробила кілька камео-появ в популярних фільмах, таких як «Руйнівник» і «Суддя Дредд». З 2003 по 2005 рік знімалася в серіалі «Карнавал». У 2006 році випустила свою автобіографію, а два роки по тому перший роман, під назвою «Вампір у Голлівуді». У 2009 році Барбо з'явилася в серіалах «Декстер» і «Анатомія Грей».

## Особисте життя
З 1979 по 1984 рік була у шлюбі з режисером Джоном Карпентером, у них народився син Джон Коді. У 1992 році вийшла заміж за актора Біллі Ван Зандта, народилися сини Вокер і Вільям.

## Фільмографія
| Рік       |    | Українська назва                   | Оригінальна назва                   | Роль                      |
| --------- | -- | ---------------------------------- | ----------------------------------- | ------------------------- |
| 1972—1978 | с  | Мод                                | Maude                               | Керол Трейнор             |
| 1977      | с  | Восьми достатньо                   | Eight Is Enough                     | Дженніфер Лінден          |
| 1977      | с  | Медексперт Квінсі                  | Quincy M.E.                         | Керол Боуен               |
| 1978      | с  | Човен кохання                      | The Love Boat                       | Кеті Рендалл              |
| 1978—1983 | с  | Острів фантазій                    | Fantasy Island                      | різні ролі                |
| 1978      | тф | Хтось стежить за Мною!             | Someone's Watching Me!              | Софі                      |
| 1980      | ф  | Туман                              | The Fog                             | Стіві Вейн                |
| 1981      | ф  | Втеча з Нью-Йорка                  | Escape from New York                | Меггі                     |
| 1981      | ф  | Перегони «Гарматне ядро»           | The Cannonball Run                  | Марсі                     |
| 1982      | ф  | Болотяна істота                    | Swamp Thing                         | Еліс Кейбл                |
| 1982      | ф  | Калейдоскоп жахів                  | Creepshow                           | Вілма Нортрап             |
| 1982      | ф  | Щось                               | The Thing                           | комп'ютер                 |
| 1984—1986 | с  | Готель                             | Hotel                               | Еллі / Барбара Гаррінгтон |
| 1985—1987 | с  | Вона написала вбивство             | Murder, She Wrote                   | Лінетт Браянт / Кетрін    |
| 1985      | с  | Зона сутінків                      | The Twilight Zone                   | міс Петерс                |
| 1989      | с  | Староста класу                     | Head of the Class                   | Глорія                    |
| 1989      | с  | Монстри                            | Monsters                            | Фіона Флінн               |
| 1990      | с  | CBS Особливі шкільні канікули      | CBS Schoolbreak Special             | Мері Мартеллі             |
| 1990      | ф  | Два злісних погляди                | Due occhi diabolici                 | Джессіка Вальдемар        |
| 1991      | тф | Кривава річка                      | Blood River                         | Джорджина                 |
| 1992—1995 | мс | Бетмен: Анімаційні серії           | Batman: The Animated Series         | різні ролі                |
| 1992      | с  | Як у кіно                          | Dream On                            | Глорія Гантц              |
| 1993      | с  | ФБР: Нерозказані історії           | FBI: The Untold Stories             | Маргарита Добсон          |
| 1993      | с  | Найдорожчий тато                   | Daddy Dearest                       | Аннетт                    |
| 1993      | ф  | Відчайдушний тато                  | Father Hood                         | Селеста                   |
| 1993      | ф  | Руйнівник                          | Demolition Man                      | комп'ютер                 |
| 1994      | с  | Західний Вайкікі                   | One West Waikiki                    | Една Джейнес              |
| 1994      | с  | Гонщики                            | Rebel Highway                       | місіс Шейла Нортон        |
| 1994      | с  | Шоу Джорджа Карліна                | The George Carlin Show              | Барбара Россетті          |
| 1994      | с  | Вавилон 5                          | Babylon 5                           | Аманда Картер             |
| 1995      | ф  | Суддя Дредд                        | Judge Dredd                         | Центральна                |
| 1996      | с  | Флиппер                            | Flipper                             | Сідні Брюстер             |
| 1996      | с  | Брати Веянс                        | The Wayans Bros.                    | Тріш Нейдермеєр           |
| 1997      | с  | Дивовижна наука                    | Weird Science                       | Лілі                      |
| 1997—1998 | мс | Нові пригоди Бетмена               | The New Batman Adventures           | Catwoman / Селіна Кайл    |
| 1998      | мс | Пригоди з книги чеснот             | Adventures from the Book of Virtues | Грета                     |
| 1998      | мс | Злюки бобри                        | The Angry Beavers                   | Толука Лейк               |
| 1998      | с  | Діагноз: убивство                  | Diagnosis Murder                    | Вів'єн Сандерсон          |
| 1998      | с  | Вир світів                         | Sliders                             | мати Морхауз              |
| 1998—2004 | с  | Шоу Дрю Кері                       | The Drew Carey Show                 | Кім Гарві                 |
| 1999      | вг | Descent 3                          | Descent 3                           | доктор Кетлін Гарпер      |
| 1999      | с  | Корабель любові                    | Love Boat: The Next Wave            | Грейс Букс                |
| 1999      | с  | Зоряний шлях: Глибокий космос 9    | Star Trek: Deep Space Nine          | Крітак                    |
| 2000      | мс | Бетмен майбутнього                 | Batman Beyond                       | Сінгер                    |
| 2001      | с  | Детектив Неш Бріджес               | Nash Bridges                        | Енні Корелл               |
| 2003—2005 | с  | Карнавал                           | Carnivale                           | Раті                      |
| 2003      | ф  | Скеля примар                       | Ghost Rock                          | Метті Бейкер              |
| 2004      | с  | Місто майбутнього                  | Century City                        |                           |
| 2006      | вг | Marvel: Ultimate Alliance          | Marvel: Ultimate Alliance           | Сіф                       |
| 2006      | тф | Нескінченне Різдво                 | Christmas Do-Over                   | Труді                     |
| 2007      | с  | Поліція Нового Орлеана             | K-Ville                             | Маркветта Дінові          |
| 2008      | с  | Детектив Раш                       | Cold Case                           | Гелен Маккормік           |
| 2009      | с  | Декстер                            | Dexter                              | Сюзанна Коффі             |
| 2009      | с  | Анатомія Грей                      | Grey's Anatomy                      | Джоді Кроулі              |
| 2009      | тф | Воїни-перевертні                   | War Wolves                          | Гейл Кеш                  |
| 2009      | вг | Batman: Arkham Asylum              | Batman: Arkham Asylum               | доктор Гретхен Вістлер    |
| 2010      | вг | God of War III                     | God of War III                      | Гера                      |
| 2010—2011 | с  | Головний госпіталь                 | General Hospital                    | Сюзанна Стенвік           |
| 2011      | с  | Місце злочину: Нью-Йорк            | CSI: NY                             | доктор Теола Кумі         |
| 2012—2015 | с  | Помста                             | Revenge                             | Меріон Гарпер             |
| 2012      | ф  | Арго                               | Argo                                | Ніна                      |
| 2012      | вг | Kingdoms of Amalur: Reckoning      | Kingdoms of Amalur: Reckoning       | Клара Сідамус             |
| 2012      | вг | Halo 4                             | Halo 4                              | доктор Тіллсон            |
| 2012      | вг | Hitman: Absolution                 | Hitman: Absolution                  | дружина менеджера готеля  |
| 2013      | вг | God of War: Ascension              | God of War: Ascension               | Alethia                   |
| 2013      | с  | Сини анархії                       | Sons of Anarchy                     | Еліс                      |
| 2014      | с  | Криміналісти: мислити як злочинець | Criminal Minds                      | Кіссі Говард              |
| 2015      | мс | Американський тато                 | American Dad!                       | Максін                    |
| 2015      | вг | Mad Max                            | Mad Max                             | Рожеве око                |
| 2022      | ф  |                                    | Hellblazers                         | Джорджія                  |